# 제인 시모어 (배우)
제인 시모어(Jane Seymour, OBE, 영어 발음: /ˈsiːmɔː(r)/, 1951년 2월 15일 ~ )는 영국, 미국의 배우, 작가이다. 미니시리즈 《에덴의 동쪽》(1981)과 드라마 《닥터 퀸》(1993-98)으로 두 차례 골든 글로브상을 탔다.

## 출연 작품

### 영화
- 젊은 날의 처칠 (1972)
- 007 죽느냐 사느냐 (1973) - 솔리테어 역
- 신밧드와 마법의 눈 (1977) - 파라 공주 역
- 포 페더스 (1978, The Four Feathers)
- 사랑의 은하수 (1980) - 엘리스 매케나 역
- 휴먼 독 (1980, Oh! Heavenly Dog)
- 진홍의 길로틴 (1982, The Scarlet Pimpernel)
- 에너미라인 (1984) - 세라 웰스 역
- 검은 거울 (1984, Dark Mirror)
- 성공 전선 이상 없다 (1986, Head Office)
- Onassis: The Richest Man in the World (1988)
- 프랑스 대혁명 (1989) - 마리 앙투아네트 역
- 사랑의 소나타 (1990, Matters Of The Heart)
- 깊은 밤 깊은 곳에 2 (1991, Memories of Midnight)
- 유혹의 밤 (1992, Are You Lonesome Tonight?)
- 태양의 유혹 (1992, Sunstroke)
- 위험한 신부 (1993, Praying Mantis)
- 로빈슨 가족 (1998, The New Swiss Family Robinson)
- 닥터 퀸 - 더 무비 (1999, Dr. Quinn Medicine Woman: The Movie)
- 닥터 퀸 - 하트 위딘 (2001, Dr. Quinn, Medicine Woman: The Heart Within)
- 본드 걸, 그 영원한 매력 (2002, Bond Girls Are Forever) - 본인 역 (다큐멘터리)
- 웨딩 크래셔 (2005) - 캐서린 클리리 역
- 블라인드 가이 (2006) - 에번스 의사 역
- 비치 파티 (2006, The Beach Party at the Threshold of Hell)
- 애프터 섹스 (2007)
- 벨버틴 래빗 (2007, The Velveteen Rabbit)
- 웨이크 (2009, Wake) - 라이트먼 부인 역
- 프리로더스 (2012, Freeloaders)
- 러브, 웨딩, 메리지 (2011년)
- 오스틴랜드 (2013) - 와틀스브룩 부인 역
- Love by Design (2014)
- 너를 만나 다행이야 (2015, About Scout) - 글로리아 역
- 블랙의 50가지 그림자 (2016)
- 하이 스트렁 (2016) - 옥사나 역
- 더 피메일 브레인 (2017, The Female Brain)
- 비커밍 본드 (2017, Becoming Bond)
- 샌디 웩슬러 (2017)
- 비를 위한 기도 (2017, Pray for Rain)
- 리틀 이태리 (2018) - 코린 역
- 베터 스타트 러닝 (2018, Better Start Running)
- 워 위드 그랜파 (2020)

### 애니메이션 영화
- 매직 스워드 (1998) - 레이디 줄리아나 역

### 텔레비전
- 배틀스타 갈락티카 (1978)
- 에덴의 동쪽 (1981)
- 광란자 잭 (1988, Jack the Ripper)
- 전쟁과 추억 (1988-89)
- 닥터 퀸 (1993-98)
- 머피 브라운 (1995-97)
- 스몰빌 (2004-05)
- 아가사 크리스티: 미스 마플 (2007, Agatha Christie's Marple) - 누명(Ordeal by Innocence) 편
- 댄싱 위드 더 스타 (2007-09) - 본인
- 프랭클린 & 배쉬 (2012-14)

## 서훈
- 2000년 대영 제국 훈장 4등급(OBE)